# Venoy
Venoy – miejscowość i gmina we Francji, w regionie Burgundia-Franche-Comté, w departamencie Yonne.
Według danych na rok 1990 gminę zamieszkiwało 1649 osób, a gęstość zaludnienia wynosiła 73 osoby/km² (wśród 2044 gmin Burgundii Venoy plasuje się na 126. miejscu pod względem liczby ludności, natomiast pod względem powierzchni na miejscu 356.).